# Juliet Rylance

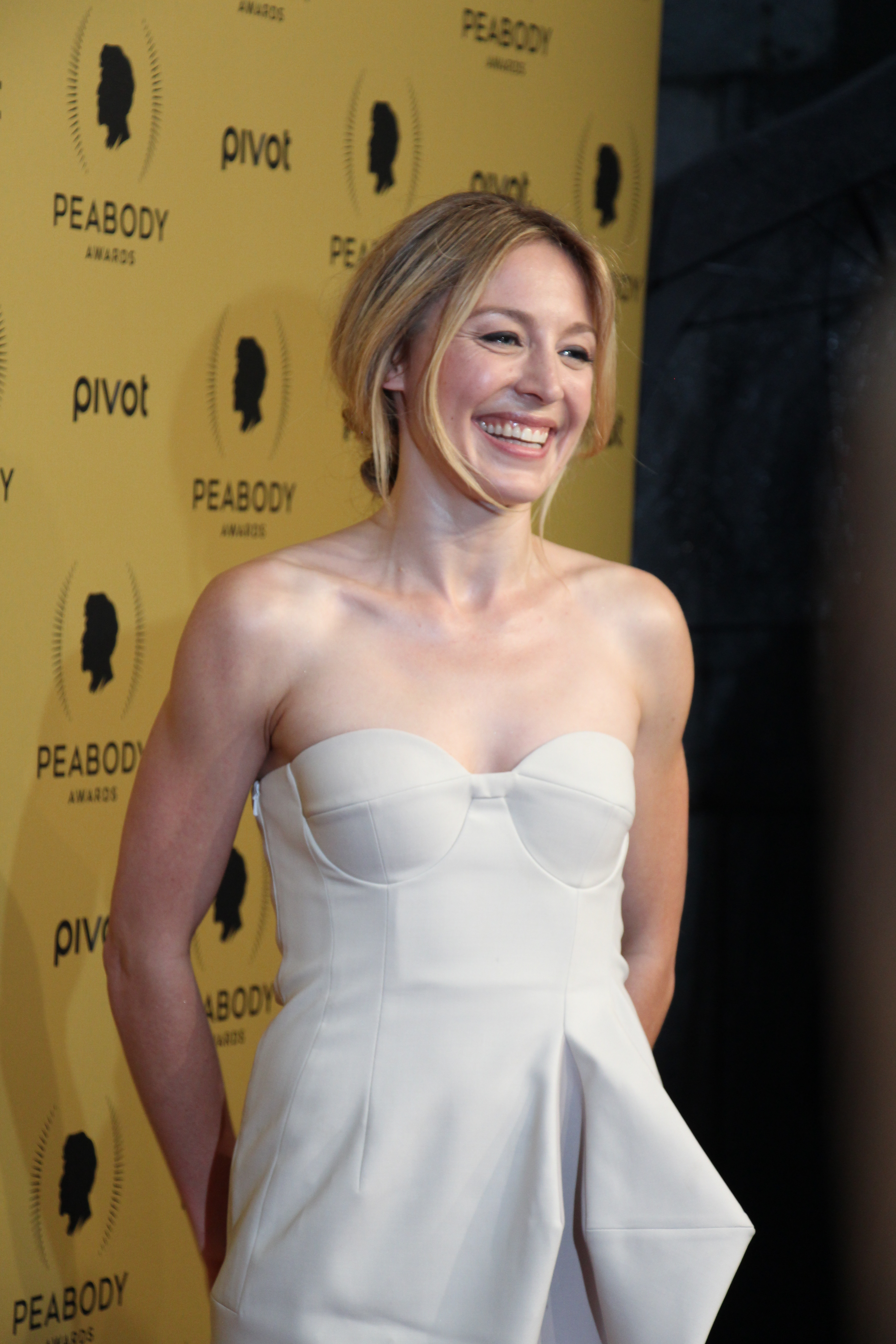
Juliet Rylance (2015)

Juliet Rylance (* 26. Juli 1979 in London als Juliet van Kampen) ist eine britische Theater- und Filmschauspielerin.

## Leben
Juliet Rylance ist die Tochter der Komponistin Claire van Kampen (1953–2025) und des Architekten Chris van Kampen. Im Alter von 7 Jahren ließen sich ihre Eltern scheiden, und Juliet nahm den Nachnamen des neuen Lebensgefährten ihrer Mutter, dem Schauspieler Mark Rylance, an. Sie studierte Schauspiel an der Royal Academy of Dramatic Art in London und wurde dann als Theater-Schauspielerin tätig. Sie spielte überwiegend klassische Stücke und hatte auch Auftritte in den Vereinigten Staaten.
Seit 2012 spielt sie regelmäßig auch in Filmen und Fernsehserien. Ab 2014 spielte sie in der Historienserie The Knick als Cornelia Robertson mit. Es folgten die Serien American Gothic als Alison Hawthorne-Price und McMafia als Rebecca Harper. Ab 2020 spielte sie Della Street in der Serie Perry Mason.
Seit 2008 ist sie mit dem Schauspieler Christian Camargo verheiratet.

## Filmografie
- 2012: Sinister
- 2012: Frances Ha
- 2014: Days and Nights
- 2014–2015: The Knick (Fernsehserie, 20 Folgen)
- 2016: American Gothic (Fernsehserie, 16 Folgen)
- 2017: Bailey – Ein Freund fürs Leben (A Dog’s Purpose)
- 2018: McMafia (Fernsehserie, 8 Folgen)
- 2019: The Artist’s Wife
- 2020–2023: Perry Mason (Fernsehserie, 16 Folgen)
- 2022: Jill
- 2024: Arthur der Große (Arthur the King)